# Hr4
hr4 est une radio publique d'information allemande, appartenant au groupe Hessischer Rundfunk.

## Histoire
Elle émet à ses débuts à Francfort-sur-le-Main. Depuis 2004, ses studios se trouvent à Cassel.

## Programme
hr4 est une radio essentiellement musicale : schlager classique et nouveau, musique instrumentale, folklorique et légère (opérette). Il est destiné à un public plutôt âgé (89,8% des auditeurs ont plus de 50 ans). La radio est comparable à d'autres radios régionales publiques comme WDR 4 ou SWR4.
Il y a aussi des émissions de conseil et de consommation ainsi que des bulletins d'informations sur la Hesse.
La nuit, on diffuse les programmes nocturnes de l'ARD et de SR 3 Saarlandwelle du lundi au samedi et le dimanche ceux de WDR4.

### Source de la traduction
- (de) Cet article est partiellement ou en totalité issu de l’article de Wikipédia en allemand intitulé « hr4 » (voir la liste des auteurs).